# A Day and a Thousand Years
A Day and a Thousand Years – pierwszy album wydany przez metalcore'owy zespół Walls Of Jericho.

## Lista utworów
1. "A Day and a Thousand Years" – 1:42
2. "Our Fate Ends" – 2:10
3. "Athenian" – 1:56
4. "Moment of Thought" – 3:25
5. "Why Father" – 2:10
6. "Overpower" – 1:28
7. "Collecting on a Debt" – 1:56